# Art Wolfe

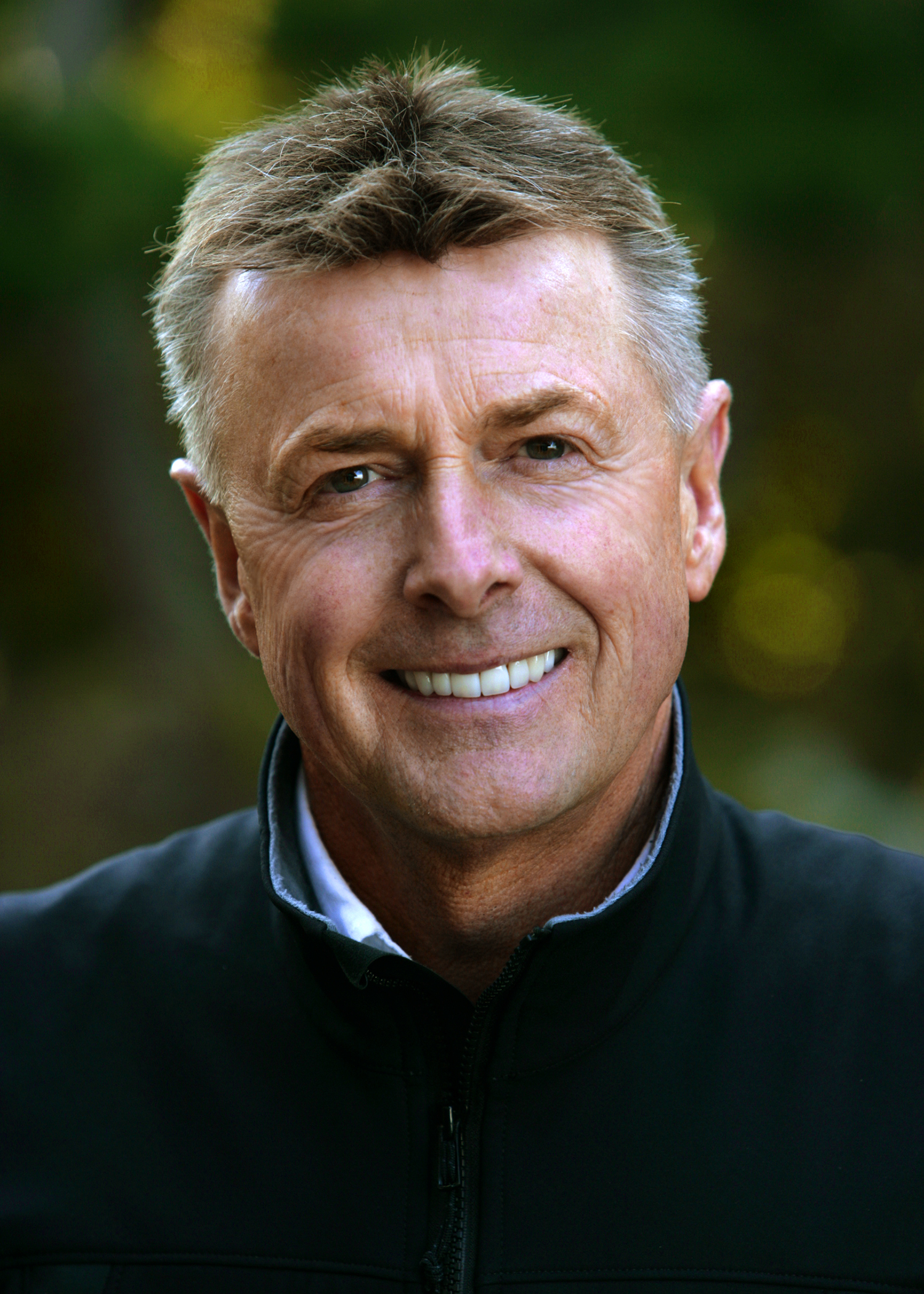
Art Wolfe

Art Wolfe (Arthur Richard Wolfe; * 13. September 1951 in Seattle) ist ein amerikanischer Naturfotograf. Seine Eltern waren beide Künstler in Seattle. Er graduierte später in den bildenden Künsten an der University of Washington.
Er hat bisher mehr als 65 Bücher herausgegeben. Zwei seiner Bilder wurden für Briefmarken des United States Postal Service verwendet.

## Werke (Auswahl)
- Naturfotografie. Christian, München 1995, ISBN 3-88472-277-8.
- Landschaften im Licht. Frederking & Thaler, München 1995, ISBN 3-89405-351-8.
- Wasser: Welten zwischen Himmel und Erde. Frederking & Thaler, München 1997, ISBN 3-89405-372-0.
- (mit Deirdre Skillman) Völker, Farben, Rituale. Frederking & Thaler, München 1999, ISBN 3-89405-391-7.
- Der Atem der Wildnis. Frederking & Thaler, München 2001, ISBN 3-89405-437-9.
- Landschaften zwischen Himmel und Erde. Frederking & Thaler, München 2004, ISBN 3-89405-627-4.
- Die Kunst der Tarnung. Frederking & Thaler, München 2005, ISBN 3-89405-656-8.
- Animal Art: 30 Jahre Tierfotografie. Frederking & Thaler, München 2011, ISBN 978-3-89405-935-4.

## Preise
- Alfred Eisenstaedt Magazine Photography Award, April 2000 Wolfe
- Outstanding Nature Photographer of the Year, 1998, by the North American Nature Photography Association
- Photographer of the Year by Photo Media magazine, 1996
- Rachel Carson Award, The National Audubon Society, 1998
- Wissensbuch des Jahres für Landschaften zwischen Himmel und Erde, 2012